# Alexandre Dréan
Pour les articles homonymes, voir Dréan (homonymie).
Alexandre Dréan (ou simplement Dréan) est un acteur et chanteur français né à Marseille le 12 novembre 1884 et mort à Corbeil-Essonnes le 8 mars 1977.

## Biographie
De son vrai nom Roch-Alexandre Vincentelli, il se fait connaître par son interprétation de l'opérette Phi-Phi en 1920.
Ses chansons les plus connues sont : Cache ton piano en 1920 et Elle s'était fait couper les cheveux en 1924.

## Filmographie
- 1913 : Le Fils de Lagardère : Passepoil
- 1930 : Bon appétit, messieurs
- 1931 : Un homme en habit
- 1931 : Delphine : Papillon
- 1932 : Le Vendeur du Louvre : Le vendeur
- 1932 : Les As du turf : Papillon
- 1932 : Une étoile disparaît : Claudius
- 1932 : Une jeune fille et un million
- 1933 : Rivaux de la piste : Paradis
- 1933 : Le Cas du docteur Brenner
- 1934 : La Porteuse de pain : Cricri
- 1936 : Les Frères Delacloche
- 1952 : La Danseuse nue : Gallus
- 1953 : Soyez les bienvenus
- 1959 : Le Gendarme de Champignol : le docteur
- 1962 : Un cheval pour deux : le voisin

## Référence
1. ↑  Archives départementales des Bouches-du-Rhône, commune de Marseille, année 1884, acte de naissance no 968 (avec mention marginale de mariage et de décès)